# Centre Cultural Bancaixa
El Centre Cultural Bancaixa és un espai i equipament propietat de la Fundació Bancaixa situat al barri de la Xerea, al districte de Ciutat Vella de València. Acull diverses manifestacions culturals i artístiques al llarg de l'any. El centre aglutina l'obra social de l'extinta caixa d'estalvis Bancaixa, i anteriorment Mont de Pietat de València.

## Edifici
El Centre s'ubica des de 2007 a un edifici rehabilitat expressament unint les històriques seus de l'antiga Caixa d'Estalvis i el Mont de Pietat de València, de principis del segle xx, i de l'antiga residència de Manuel Gómez Fos, de finals del segle xix. La rehabilitació és obra dels arquitectes Pablo Martínez Montesa, José Ricardo Martínez Montesa i José Alberto Jordá Albiñana, va suposar la unió d'ambdós edificis i va permetre crear l'actual Centre Cultural Bancaixa amb una superfície de 12.000 metres quadrats.
Dels dos edifici, el que recau a la Glorieta entre el Carrer de la Mar amb el del General Tovar, històrica seu de la caixa, és el més monumental presenta una portada aixamfranada bastant ornamentada i coronada amb un ull de bou, conjugada amb els balcons de les façanes laterals, i cinc plantes organitzades en tres cossos, de rajola roja el central i de granit gris el superior i l'inferior. la façana és de llinda per a mantindre's dins del primer cos, però continua amb la decoració dels dos balcons superiors, articulant-se en cascada des de dalt. El primer cos situa obertures enreixades entre columnes salomòniques i està decorat amb relleus. El cos superior segueix aquest sistema en menor grandària i en el xamfrà presenta un rellotge que se situa sobre l'ull de bou.
L'edifici ocupa el solar de l'antic Palau de Palau dels Crespi de Valldaura, comtes de Castrillo i Orgaz. El 3 de setembre de 1895 va ser adquirit per la Caixa d'Estalvis i Mont de Pietat de Valènci i el 1928 va ser enderrocar per a construir l'actual edifici obra de l'arquitecte Antonio Gomez Davó entre el 1932 i 1934, d'estil neobarroc i articulat al voltant d'un pati interior cobert amb una claraboia de colors al voltant del qual es disposen les diferents oficines i sales. Durant la Guerra Civil i mentre València va ser capital de la República, l'edifici es va utilitzar com a Ministeri de Propaganda.

Pel que fa l'altre cos que completa el conjunt arquitectònic, el que recau a la plaça de Tetuan, va ser alçat el 1891 per l'arquitecte Lucas Gacia Cardona per a l'aristòcrata Manuel Gomez Fos al solar recaent a la plaça Tetuan es caracteritza pel seu color totalment blanc, d'arquitectura eclèctica i amb poca decoració. Als anys 80 del segle xx va ser rehabilitat i reordenat internament sota la direcció dels arquitectes Joaquin Garcia Sanz i Vicente Valls Abad per tal de ser sala d'exposicions i seu de l'obra social i cultural Bancaixa.

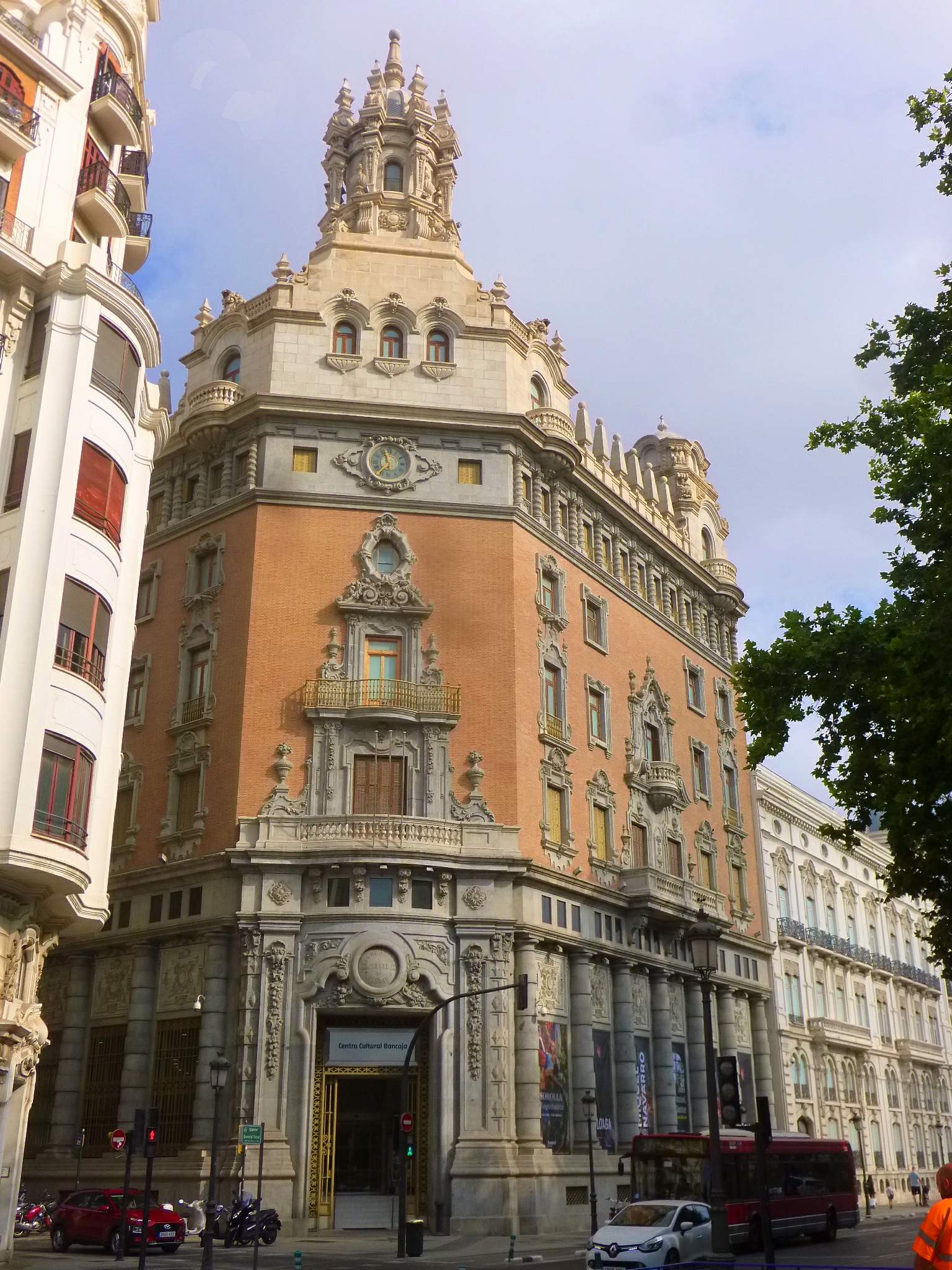
Edifici Glorieta
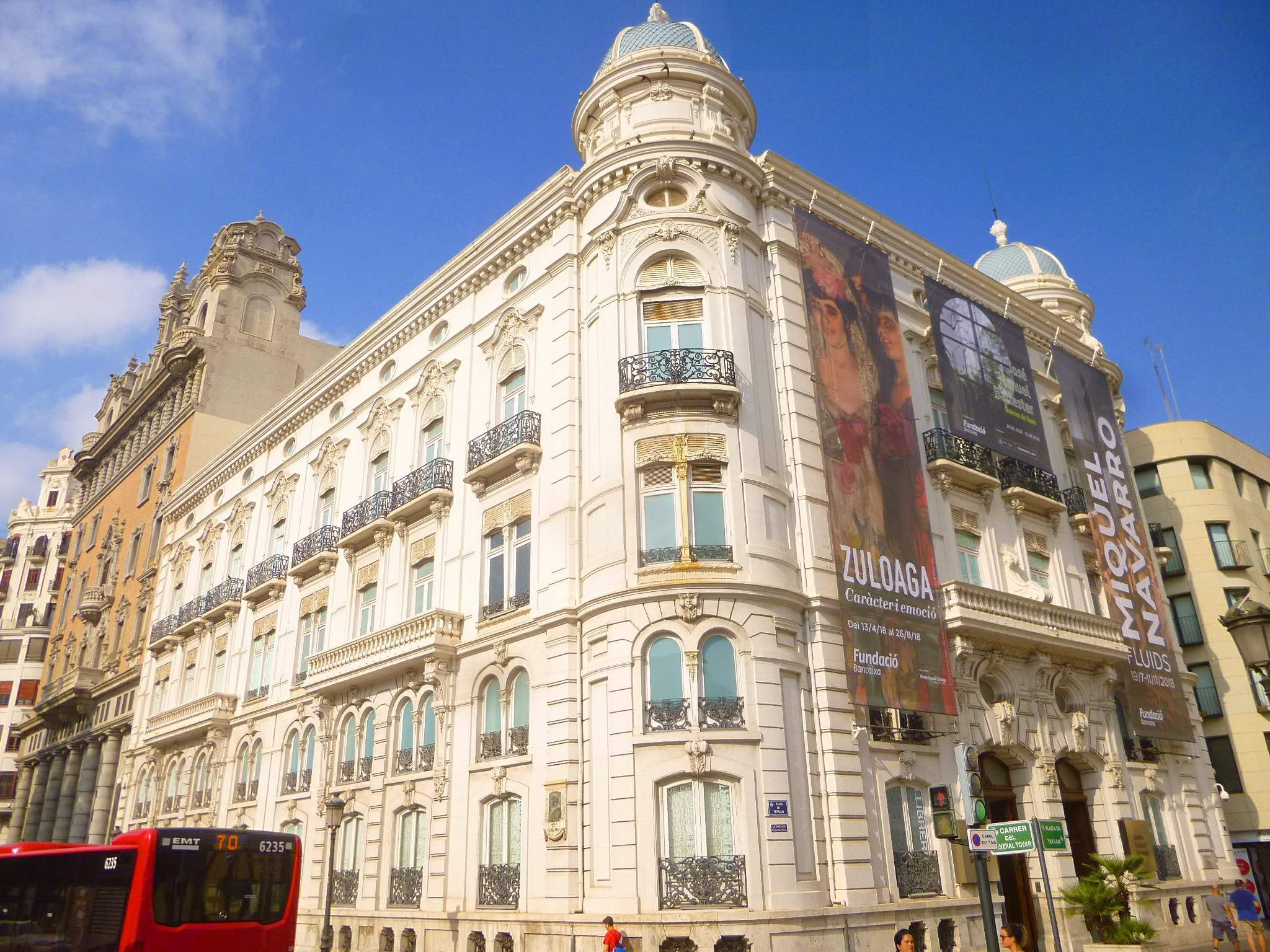
Edifici Tetuan
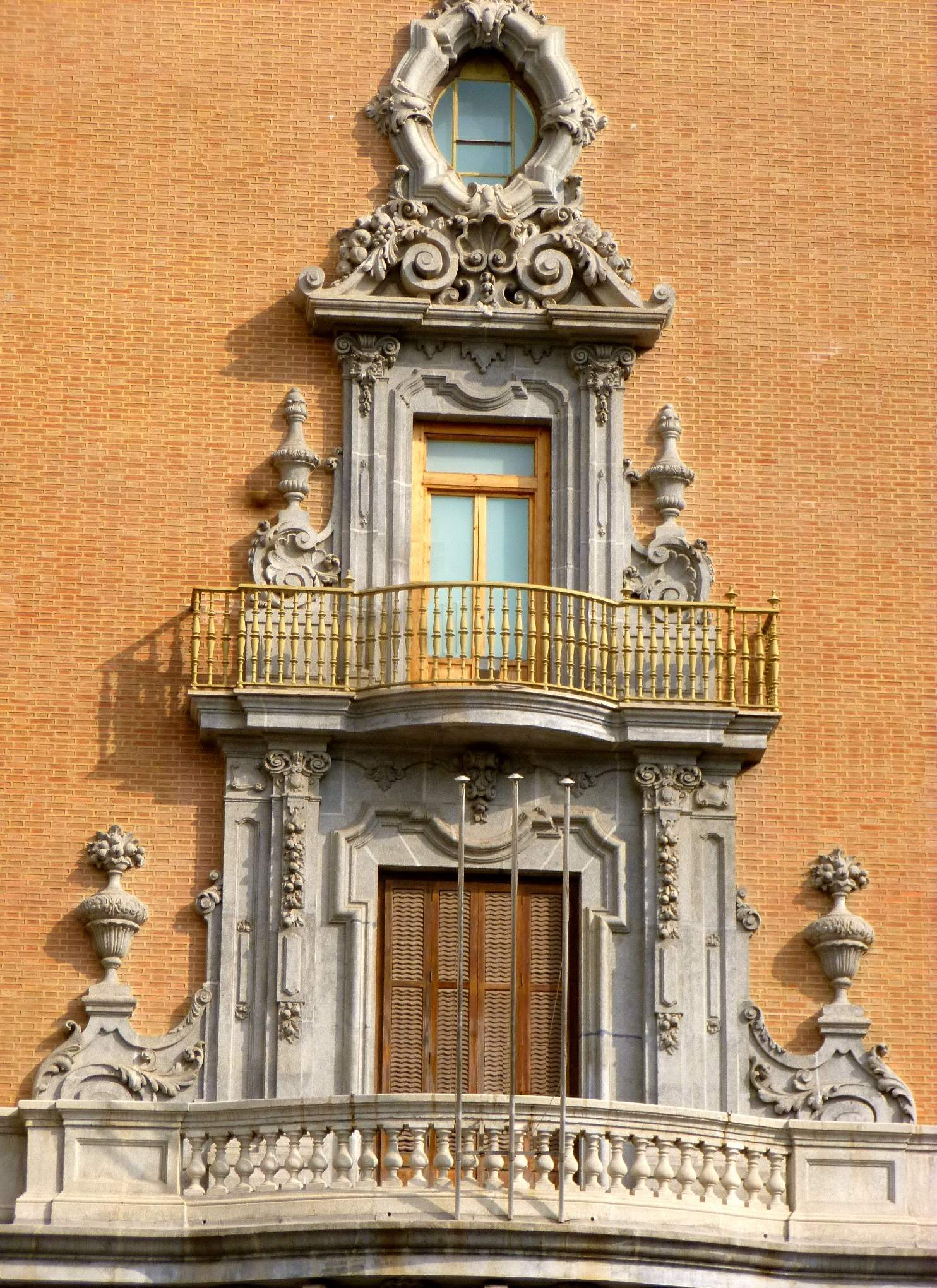
Detall d'un balcó de l'edifici Glorieta
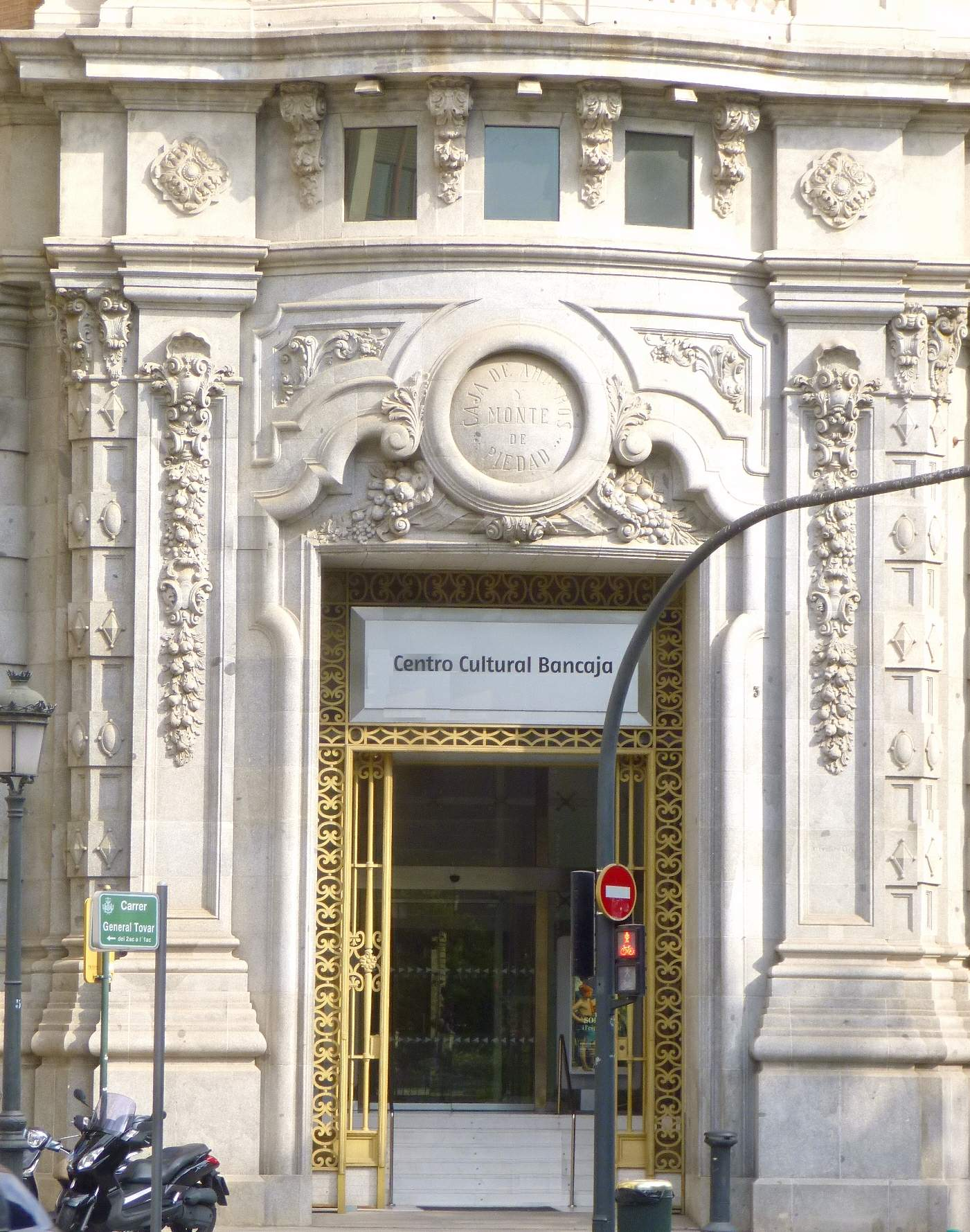
Porta de l'edifici Tetuan
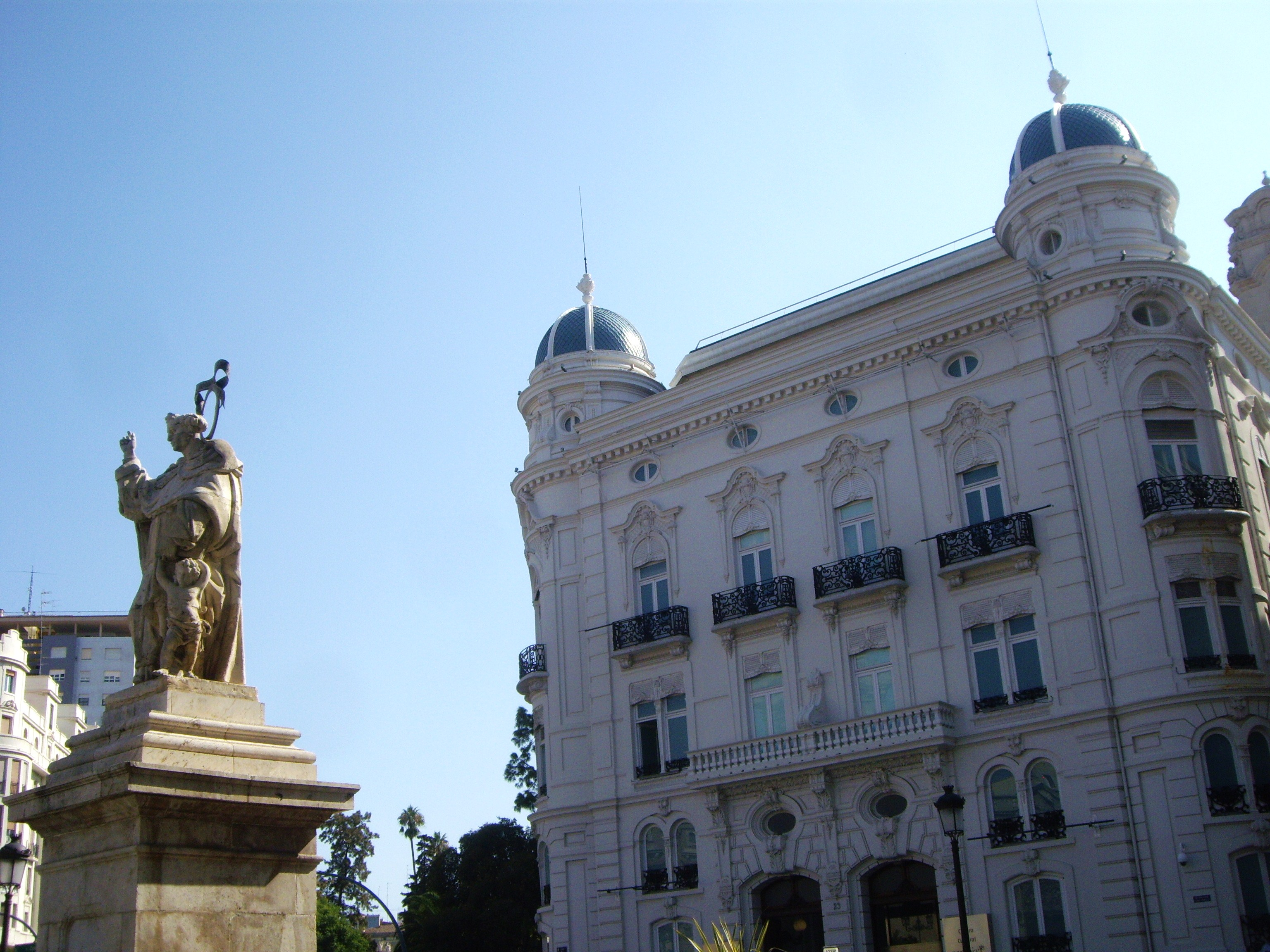
Plaça Tetuan
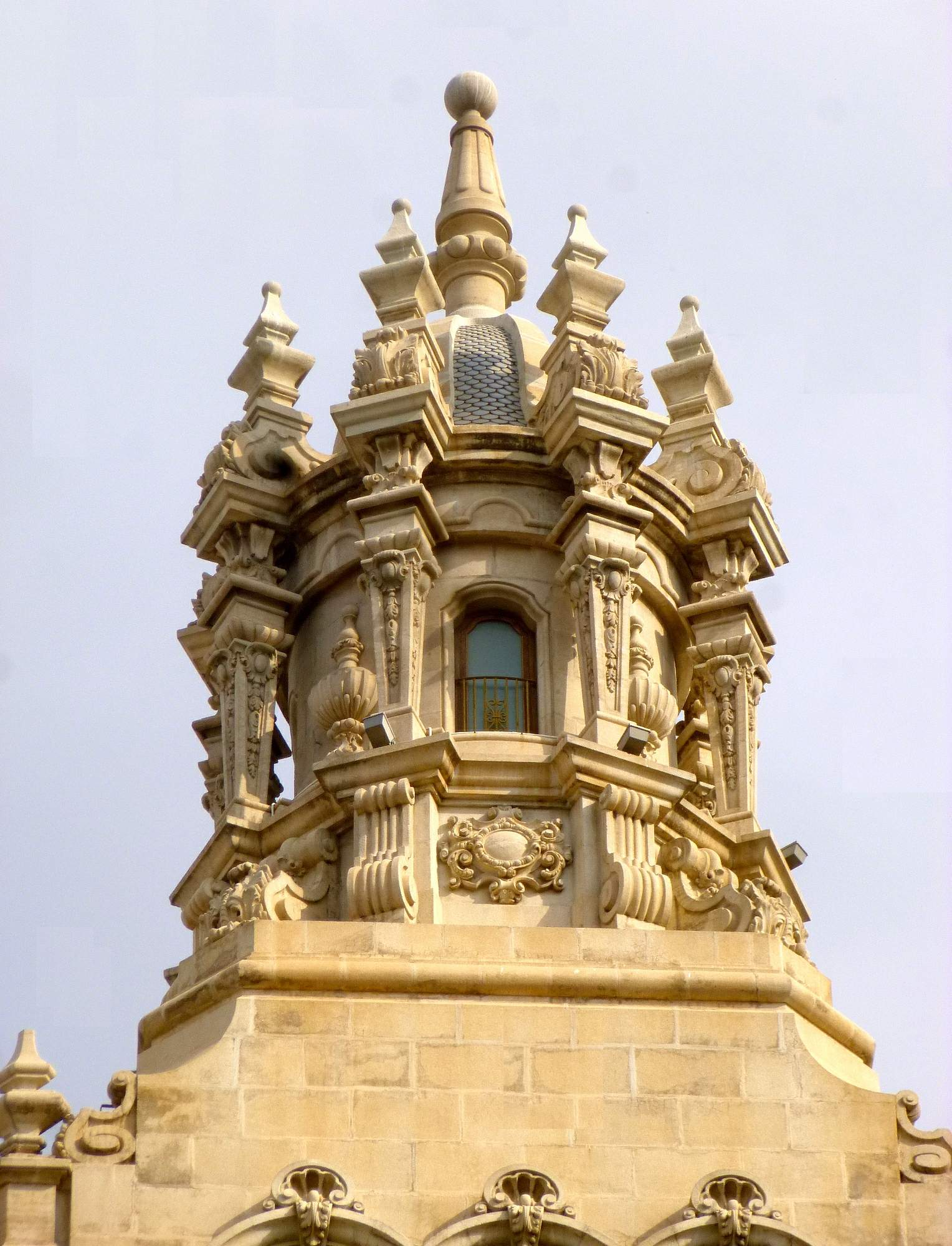
Detall de l'edifici Glorieta

## Oferta cultural
El Centre Cultural Bancaixa és un espai multidisciplinari, en el qual es poden veure exposicions temporals i assistir a conferències i tallers al bell mig de la ciutat. D'entre les exposicions amb major repercussió, el centre ha oferit diverses vegades mostres al voltant del pintor valencià Joaquim Sorolla. Per exemple, el 2007, amb motiu de l'ampliació del Centre tal com es coneix en l'actualitat, la Fundació Bancaixa va exposar per primera vegada al País Valencià la col·lecció de la Hispanic Society of America en Nova York conformada per 14 panells de temàtica regional espanyola.
A més a més també ha tingut acords de col·laboració amb altres museus i centres com el Museu del Louvre de París, el Centre de Cultura Contemporània de Barcelona, el Museu Nacional d'Art de Catalunya, el Museu Sorolla de Madrid o el Museu Rublev de Moscou que li han permés oferir mostres d'artistes com el mateix Sorolla en diverses ocasions, Picasso, Pinazo, Joan Miró, l'Equip Crónica, Imi Knoebel, Andy Warhol, Sean Scully, o Julian Opie.